# 사무데라 파사이 술탄국
사무데라 파사이 술탄국(Samudera Pasai Sultanate, كسلطانن سامودرا ڤاساي)은  사무데라(Samudera), 파사이(Pasai), 사무데라 다루살람(Samudera Darussalam), 파셈(Pacem)이라고도 한다. 13~16세기 수마트라(Sumatra) 북부에 있었던 무슬림 왕국이다. 메라 실루(Merah Silu)가 건국한 것으로 보인다. 후에 메라 실루는 이슬람으로 개종하고, 1267년 말릭 울 살리(Malik ul Salih)라는 이름을 사용했다.
이 왕국의 역사 연구에 필요한 증거는 거의 없다.

## 어원
14세기 편년체 사서 히카얏 라자라자 파사이(Hikayat Raja-raja Pasai)에 의하면, '사무데라(Samudera)'는 "세무데라(Semudera, [səmudəra])"에서 유래했던 것으로 보인다. 이는 '매우 큰 개미'라는 뜻이다. '높은 땅(high ground)'에서 메라 실루가 사냥할 때 고양이만한 개미를 발견하면서 이런 이름이 지어졌다 한다. 마침내 새로운 국가 수립을 위해 이곳은 잘 정비되었고 '세무데라(Semudera)'라는 이름이 도입되었다.
또한 '사무데라(Samudera)'는 산스크리트어(Sanskrit)와 타밀어(Tamil)에서 '대양(ocean)'을 뜻하는 '사무드라(Samudra)'에서 온 것으로도 보인다.
또한 문헌에서는 '파사이(Pasai)'가 메라 실루의 이슬람 개종 후 이름인 말릭 울 살리흐의 사냥개 이름 '시 파사이(Si-Pasai)‘에서 왔다고 한다. 전설에 의하면 말릭이 사냥개와 사냥할 때 한 사삼을 만났다. 사슴은 사냥개가 짖어도 두려워하지 않고 오히려 역으로 사냥개를 향해 짖었다. 말릭은 당황하였고 이곳이 자신의 아들 말릭 알 타히르(Malik Al Tahir)를 위한 새로운 나라를 세우기 좋은 곳이라 여겼다. 왕국 수립 직후에 개는 죽었으며 말릭은 개를 그곳에 매장하였고 개 이름에서 따와 왕국에 파사이라는 이름을 붙였다.
14세기 이탈리아 여행자 오도리코 다포르데노네(Odorico da Pordenone)는 사무드라에 대해 수몰트라(Sumoltra)라는 이름으로 불렀다. 이후 유럽 저자들은 수마트라를 가리키는 명칭으로서 수몰트라와 비슷한 단어를 사용했다.

## 역사
파사이는 문화를 수출했다. 특히 자위 문자(Jawi script)로 쓰인 초기 말레이어(Malay)를 여러 나라에 퍼뜨렸다. 이후 이 언어는 오늘날 인도네시아와 말레이시아 지역 상인들 사이에서 공용어(lingua franca)가 되었다.
아랍(Arab)과 인도(India) 무슬림들은 인도네시아와 중국에서 여러 세기동안 교역을 하였다. 자바(Java) 동부 지역 한 무슬림 무덤은 1082년까지 올라간다. 그러나 인도네시아 내 이슬람의 증거 상당수는 수마트라 북부에서 13세기 말에야 시작된다. 두 개의 작은 무슬림 교역국은 그때까지 파사이와 페우레울락(Peureulak) 혹은 페를락(Perlak)에서 존재했다. 1297년 사무드라 왕실 묘비는 완전히 아랍어로 적혀 있다. 15세기 일부 항구 왕국이 발전하였다. 이들은 자바 북부 연안에서 테르나테(Ternate)와 티도레(Tidore)까지 있었으며, 모두 무슬림 왕자가 통치하였다. 마르코 폴로(Marco Polo)는 5개월 머물렀으며 페를렉(Ferlec), 바스마(Basma), 사마라(Samara, 즉 사무데라Samudera)를 언급했다. 이븐 바투타(Ibn Battuta)는 중국으로 가는 길에 사무데라에서 15일 머물렀다.
최초의 인도네시아 무슬림 중심지 설립은 상업적 배경의 결과물이었던 것으로 보인다. 13세기 스리비자야(Srivijaya)가 무너지면서 벵골만(Bay of Bengal)의 수마트라 북부 연안 항구에 교역상들을 불러왔고, 믈라카해협(Strait of Malacca) 남단 해적 소굴로부터 떨어져 있어 안전했다. 수마트라 북부는 금과 삼림생산물로 가득했고, 흑후추가 15세기 초에 재배되었다. 인도양 선박을 만나기 원한 제도의 모든 상인들이 접촉 가능했다.

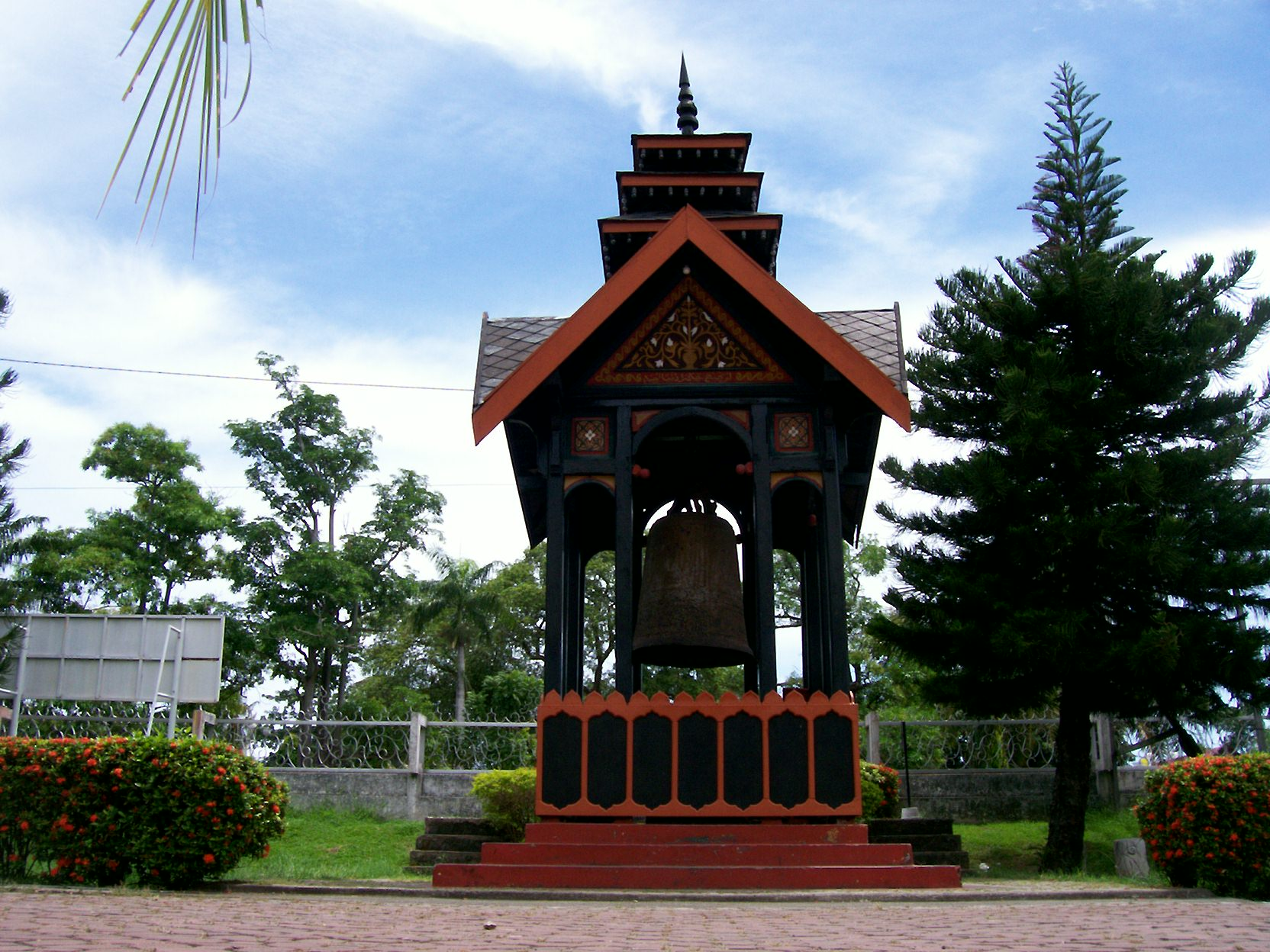
카크라 도냐의 종(Cakra Donya bell)은 파사이로 항해하는 정화(鄭和)의 선물이다.

1345년, 이븐 바투타는 사무드라파사이를 방문하면서, 사무데라 군주는 독실한 무슬림이자 극도의 신앙에서 종교적 의무를 수행한다는 것을 여행 기록에서 언급하였다. 그가 관찰한 마드합(madh'hab)은 이맘(Imam) 알 샤피(Al-Shafi‘i)였다. 이때 사무데라파사이는 다르 알 이슬람(Dar al-Islam, 이슬람 왕조)의 마지막이었다. 동쪽에는 무슬림 군주가 통치할 영토가 없었기 때문이다. 그는 사무드라파사이 술탄(sultan)의 친절과 호의를 칭찬했다. 그는 술탄의 손님으로 약 2주간 목책을 두른 마을에 머물렀고, 술탄은 물품을 주면서 자신의 정크 한 척을 이븐 바투타가 중국 가는 길에 보내줬다.
명(明) 홍무제(洪武帝)는 황명조훈(皇明祖訓)에서 정복해서는 안 되는 14개의 외국인 '부정제이국(不征諸夷國)' 중 하나로 사무드라를 꼽았다. 14세기 말, 사무드라파사이는 부유한 상업 중심지가 되었고, 15세기 초 말레이반도 남서 해안의 믈라카(Malacca) 항구로 가는 길을 열었다. 14세기 중엽 마자파히트(Majapahit)는 공격했고 약탈했다.

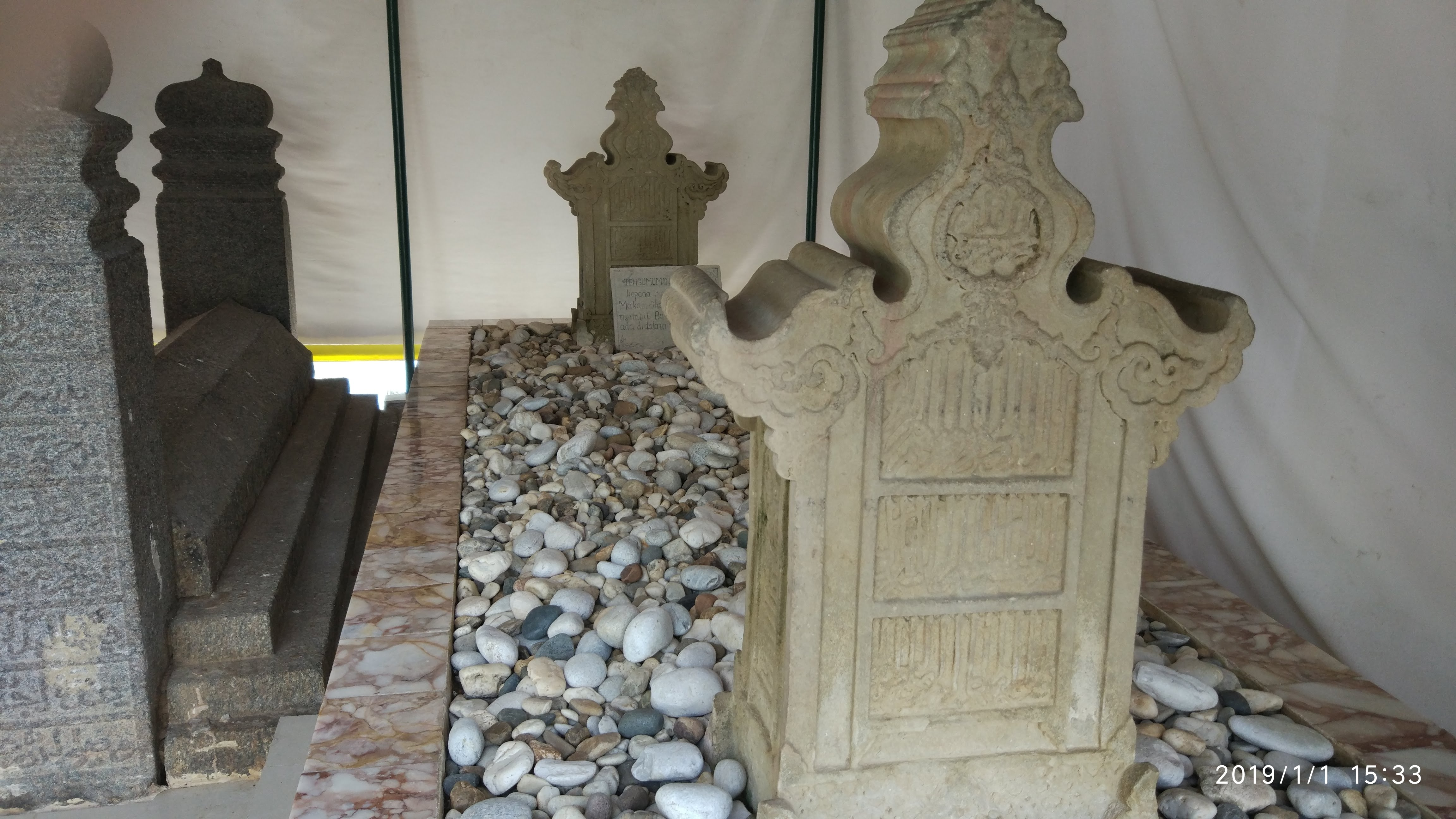
말릭 알 살리흐(Malik al-Salih) 묘비

파사이의 경제적 정치적 권력은 거의 외국인에 좌우되었다. 무슬림 상인과 교사는 처음부터 행정에 참여했고 종교적 관습을 소개한 것으로 보인다. 최초의 인도네시아 무슬림 출발점은 대부분 지역 인구의 충성을 지배하고 학자 활동을 장려하는 무슬림 작품이었다. 비슷하게 새로운 항구 왕국은 자바 북부 연안에 형성되었다. 1511년 즈음 수마 오리엔탈(Suma Oriental)의 저자 토메 피르스(Tomé Pires)는 시레본(Cirebon), 드막(Demak), 그레식(Gresik)의 모호한 종족적 기원을 강조한다. 자바 연안에 대한 설명은 인도와 중국과의 교역을 증명하였고, 특히 자바 쌀을 수입하는 믈라카와의 교역을 말한다. 믈라카 군주들은 우명한 힌두국가 스리비자야의 기원에도 불구하고, 무슬림과 자바 상인을 항구에 끌어들이고자 이슬람을 수용하였다.
1511년 믈라카 점령 10년 후인 1521년, 포르투갈인들은 파사이를 점령하였다. 포르투갈인들을 통하여 파사이는 유럽인들에게 '파셈(Pacem)'으로 알려졌다. 1524년 포르투갈 수비병은 파사이에 소개령을 내렸고, 아체(Aceh)의 초대 술탄 알리 무가얏 샤(Ali Mughayat Syah)는 이곳을 점령했다.

## 통치자 목록
사무드라파사이 술탄국을 통치한 군주들의 목록이다.
| 번호 | 통치연도    | 술탄(Sultan) 혹은 겔라르(Gelar)                                                     | 비고                                                         |
| ---- | ----------- | ----------------------------------------------------------------------------------- | ------------------------------------------------------------ |
| 1    | 1267–1297   | 술탄 말리쿠살레(Sultan Malikussaleh) 혹은 메우라 실루(Meurah Silu)                  | 사무드라파사이 건국자                                        |
| 2    | 1297–1326   | 술탄 알말릭 아즈자이르 1세(Sultan Al-Malik azh-Zhahir I) / 무함마드 1세(Muhammad I) | 황금동전을 도입                                              |
| 3    | 1326 – 133? | 술탄 아흐마드 1세(Sultan Ahmad I)                                                   | 타미앙(Tamiang)의 카랑 바루 왕국(Karang Baru Kingdom)을 공격 |
| 4    | 133? – 1349 | 술탄 알말릭 아즈자이르 2세(Sultan Al-Malik azh-Zhahir II)                           | 이븐 바투타(Ibn Batutta)가 방문                              |
| 5    | 1349–1406   | 술탄 자이날 아비딘 1세(Sultan Zainal Abidin I)                                      | 마자파히트 왕국(Majapahit Kingdom)이 침공                    |
| 6    | 1406–1428   | 라투 나라시야(Ratu Nahrasyiyah)                                                     | 사무드라파사이의 절정                                        |
| 7    | 1428–1438   | 술탄 자이날 아비딘 2세(Sultan Zainal Abidin II)                                     |                                                              |
| 8    | 1438–1462   | 술탄 샬라웃딘(Sultan Shalahuddin)                                                   |                                                              |
| 9    | 1462–1464   | 술탄 아흐마드 2세(Sultan Ahmad II)                                                  |                                                              |
| 10   | 1464–1466   | 술탄 아부 자이드 아흐마드 3세(Sultan Abu Zaid Ahmad III)                            |                                                              |
| 11   | 1466–1466   | 술탄 아흐마드 4세(Sultan Ahmad IV)                                                  |                                                              |
| 12   | 1466–1468   | 술탄 마흐무드(Sultan Mahmud)                                                        |                                                              |
| 13   | 1468–1474   | 술탄 자이날 아비딘 3세(Sultan Zainal Abidin III)                                    | 형제에 의해 실각함                                           |
| 14   | 1474–1495   | 술탄 무함마드 샤 2세(Sultan Muhammad Syah II)                                       |                                                              |
| 15   | 1495–1495   | 술탄 알카밀(Sultan Al-Kamil)                                                        |                                                              |
| 16   | 1495–1506   | 술탄 아들룰라(Sultan Adlullah)                                                      |                                                              |
| 17   | 1506–1507   | 술탄 무함마드 샤 3세(Sultan Muhammad Syah III)                                      | 무덤이 2개 있음                                              |
| 18   | 1507–1509   | 술탄 압둘라(Sultan Abdullah)                                                        |                                                              |
| 19   | 1509–1514   | 술탄 아흐마드 5세(Sultan Ahmad V)                                                   | 1511년 말라카 함락                                           |
| 20   | 1514–1517   | 술탄 자이날 아비딘 4세(Sultan Zainal Abidin IV)                                     |                                                              |